# Bratschen

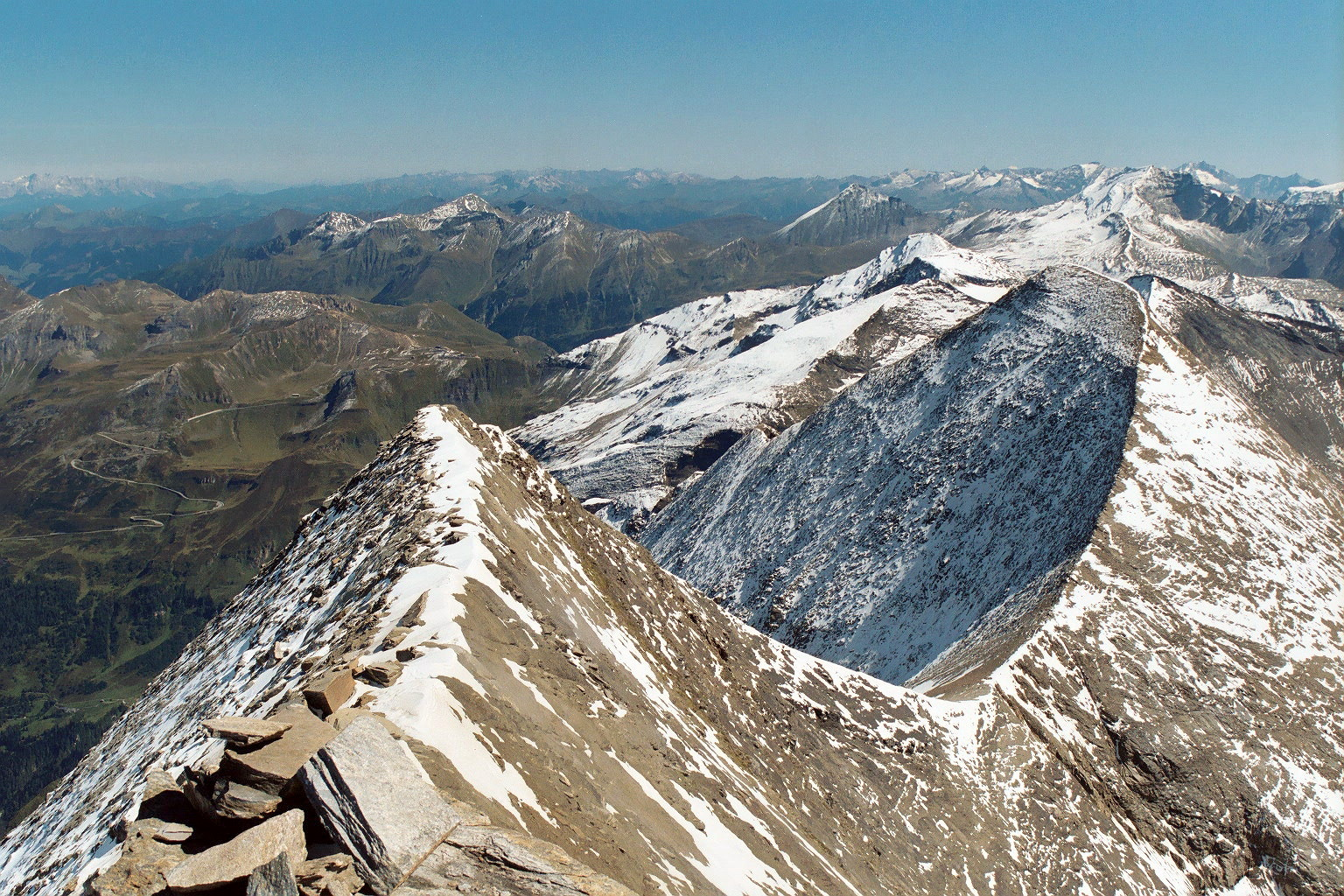
Tergo oriental de Fuscherkarkopf com vista em direção a Sinwelleck.

Bratschen (empréstimo do alemão) são materiais meteorizados que ocorrem como resultado da crioclastia de corrasão eólica quase que exclusivamente nos calcoxistos do Manto de Ardósia Superior (Obere Schieferhülle) nas montanhas do Alto Tauern, na Áustria.
O calcoxisto, que possui uma aparência azul-esverdeada quando quebrado, meteoriza para uma cor amarela ou marrom e se fragmenta na superfície formando o Bratschen.
Os bratschen formam desfilareiros íngremes (possuindo inclinação maior que 40°), rochosos, e quase sem vegetação, com uma superfície áspera, causada pela erosão do vento. Bratschen são encontrados nas montanhas Fuscherkarkopf, Großer Bärenkopf, Kitzsteinhorn, Schwerteck, ou na epônima – Bratschenköpfen.

## Fonte
- (em alemão) Karl Krainer (2005). Nationalpark Hohe Tauern GEOLOGIE – Wissenschaftliche Schriften 2. ed. Klagenfurt: Universitätsverlag Carinthia. 140 páginas. ISBN 3-85378-585-9